# روبرت كينغستون سكوت
روبرت كينغستون سكوت (بالإنجليزية: Robert Kingston Scott)‏ هو ضابط وسياسي أمريكي، ولد في 8 يوليو 1826 في مقاطعة أرمسترونغ في الولايات المتحدة، وتوفي في 12 أغسطس 1900 في مقاطعة هنري في الولايات المتحدة. حزبياً، نشط في الحزب الجمهوري. وقد انتخب حاكم كارولينا الجنوبية ‏ (6 يوليو 1868 – 7 ديسمبر 1872).